# 国际贸易网站
国际贸易网站（GlobalTrade.net)是国际贸易协会联盟（FITA）的附属服务网站，与美国商务服务局，英国贸易投资部，香港貿易発展局（TDC）, Thomasnet，阿里巴巴及Kompass是合作伙伴关系。
国际贸易网站是国际贸易知识的资源库。国际贸易的专家们可以在这个知识资源网站上发表文章，文章的内容由网站的编辑团队来审批。文章包括国际贸易专家的分析，市场调研，指引，白皮书，国家概况，专家观点，网络研讨，新闻资讯，视频教程和幻灯片展示。除了发表专业知识之外，国际贸易网站还为进口商和出口商提供一个包含着国际贸易服务供应商的数据库。数据库中的国际贸易服务供应商包括国际市场营销顾问，金融贸易公司，银行，国际货运代理，质量管理公司，律师，会计，报关员，国际贸易专家和国际业务保险机构。在国际贸易网站上，国际贸易服务供应商可以创建个人用户页及建立与国际贸易市场的联系。国际贸易网站于2010年11月15日正式发布。

## 非盈利性进出口合作伙伴
- TABID (美国土耳其商务发展委员会)
- ELAN (出口法律咨询网)
- NASBITE International (全国小企业国际贸易教育者协会)
- OWIT (国际贸易妇女组织)
- NEXCO (全国出口企业协会)
- VITA (Valley 国际贸易协会)
- 新奥尔良世界贸易中心
- FITT (国际贸易培训论坛)

## 进出口的知识资源库
国际贸易人士可以使用国际贸易网站来寻找全球贸易服务供应商及相关信息。网站上服务供应商的分类包括法律，贸易推广组织，交通物流，税收和会计，市场营销，销售与分销，旅游服务。国际贸易网站发表的国际报告来自美国商务服务局，美国农业部，加拿大农业及农业食品部，英国贸易投资部及其它合作组织。国际贸易协会联盟也与一些国际管理学院如欧洲国际工商学院（The European International Business Academy）达成了合作协议。这些学院提供的报告旨在为贸易公司提供出口机会。学院还提供国家市场调研及为要进入某个国际贸易市场的公司提供指引。

## 进出口服务供应商的数据库
任何一位国际贸易服务供应商都可以在国际贸易网站上建立个人用户页及加入全球数据库。国际贸易人士可以为他们的国际业务运行选择各方面的专家，如国际市场营销顾问，金融贸易公司，银行，国际货运代理，质量管理公司，律师，会计，报关员，国际贸易专家和国际业务保险机构。

## 商务服务的专业网站
Companéo和Quotatis（在法国和某些欧洲国家运行），BuyerZone（美国）和QuinStreet（美国）提供的B2B服务涵盖多种类别，然而它们的市场导航只局限于国内。虽然Companéo和Quotatis在多个欧洲国家运行但它们只通过在每个国家建立一个网站来运行。B2B国际贸易服务是一个特别的市场，目前由国际贸易网站作为唯一的网上市场来连接全球的服务供应商和贸易公司。
国际贸易网站与三大主要B2B网上贸易市场：阿里巴巴、Kompass和Thomasnet签订了合作协议。这三大网上市场分别被bridgat.com排名为世界第一位，第十三位和第十八位（2010年十一月）
。